# グリフィン・コーナイン
グリフィン・ライリー・コーナイン（Griffin Riley Conine、1997年7月11日 - ）は、 アメリカ合衆国・フロリダ州ブロワード郡プランテーション出身のプロ野球選手（外野手）。右投左打。MLBのマイアミ・マーリンズ所属。
父は同じくプロ野球選手（一塁手兼外野手）で、1997年のワールドシリーズと2003年のワールドシリーズでフロリダ・マーリンズに所属していた際にワールドシリーズチャンピオンを経験したジェフ・コーナイン。

## 経歴

### プロ入り前
2015年のMLBドラフト31巡目（全体926位）でマイアミ・マーリンズから指名されたが、この時は契約せずにデューク大学へ進学した。

### プロ入りとブルージェイズ傘下時代
2018年のMLBドラフト2巡目（全体52位）でトロント・ブルージェイズから指名され、プロ入り。契約後、傘下のルーキー級ガルフ・コーストリーグ・ブルージェイズでプロデビュー。A-級バンクーバー・カナディアンズでプレーし、 2チーム合計で57試合に出場して打率.243、7本塁打、33打点、5盗塁を記録した。オフの11月20日に薬物検査で陽性とされ、翌年開幕から適用の50試合の出場停止処分を受ける。
2019年はA級ランシング・ラグナッツでプレーし、80試合に出場して打率.283、22本塁打、64打点、2盗塁を記録した。

### マーリンズ時代
2020年9月18日、前月31日に行われたジョナサン・ビヤーとのトレードの後日発表選手としてマーリンズへ移籍した。この年は新型コロナウイルスの影響でマイナーリーグの全試合が中止されたため、公式戦への出場はなかった。
2021年は傘下のA+級ベロイト・スナッパーズとAA級ペンサコーラ・ブルーワフーズでプレーし、2チーム合計で108試合に出場して打率.218、36本塁打、84打点、3盗塁を記録した。
2022年はAA級ペンサコーラでプレーし、118試合に出場して打率.215、24本塁打、74打点、1盗塁を記録した。
2023年はAA級ペンサコーラとAAA級ジャクソンビル・ジャンボシュリンプでプレーし、2チーム合計で110試合に出場して打率.247、20本塁打、72打点、2盗塁を記録した。
2024年、マイナーではAAA級ジャクソンビルでプレーし、112試合に出場して打率.268、20本塁打、68打点を記録した。8月26日にメジャー契約を結んでアクティブ・ロースター入りし、同日のコロラド・ロッキーズ戦にて代打でメジャーデビュー。この年メジャーでは30試合に出場して打率.268、3本塁打、12打点を記録した。

## 詳細情報

### 年度別打撃成績
| 年 度    | 球 団    | 試 合 | 打 席 | 打 数 | 得 点 | 安 打 | 二 塁 打 | 三 塁 打 | 本 塁 打 | 塁 打 | 打 点 | 盗 塁 | 盗 塁 死 | 犠 打 | 犠 飛 | 四 球 | 敬 遠 | 死 球 | 三 振 | 併 殺 打 | 打 率 | 出 塁 率 | 長 打 率 | O P S |
| -------- | -------- | ----- | ----- | ----- | ----- | ----- | -------- | -------- | -------- | ----- | ----- | ----- | -------- | ----- | ----- | ----- | ----- | ----- | ----- | -------- | ----- | -------- | -------- | ----- |
| 2024     | MIA      | 30    | 89    | 82    | 14    | 22    | 1        | 4        | 3        | 37    | 12    | 0     | 0        | 0     | 0     | 6     | 0     | 1     | 28    | 1        | .268  | .326     | .451     | .777  |
| MLB：1年 | MLB：1年 | 30    | 89    | 82    | 14    | 22    | 1        | 4        | 3        | 37    | 12    | 0     | 0        | 0     | 0     | 6     | 0     | 1     | 28    | 1        | .268  | .326     | .451     | .777  |

- 2024年度シーズン終了時

### 年度別守備成績
| 年 度 | 球 団 | 左翼（LF） | 左翼（LF） | 左翼（LF） | 左翼（LF） | 左翼（LF） | 左翼（LF） | 右翼（RF） | 右翼（RF） | 右翼（RF） | 右翼（RF） | 右翼（RF） | 右翼（RF） |
| 年 度 | 球 団 | 試 合      | 刺 殺      | 補 殺      | 失 策      | 併 殺      | 守 備 率   | 試 合      | 刺 殺      | 補 殺      | 失 策      | 併 殺      | 守 備 率   |
| ----- | ----- | ---------- | ---------- | ---------- | ---------- | ---------- | ---------- | ---------- | ---------- | ---------- | ---------- | ---------- | ---------- |
| 2024  | MIA   | 8          | 14         | 2          | 1          | 1          | .941       | 17         | 27         | 2          | 0          | 1          | 1.000      |
| MLB   | MLB   | 8          | 14         | 2          | 1          | 1          | .941       | 17         | 27         | 2          | 0          | 1          | 1.000      |

- 2024年度シーズン終了時

### 背番号
- 56（2024年）